# Bruinvleugelroofvlieg
De bruinvleugelroofvlieg (Pamponerus germanicus) is een vliegensoort uit de familie van de roofvliegen (Asilidae). De wetenschappelijke naam van de soort is gepubliceerd in 1758 door Linnaeus in de tiende editie van Systema naturae. De soort lijkt een voorkeur te hebben voor bossen in de duinen en bij stuifzanden. Imagines vliegen van mei tot juli. De larven leven in rottend plantaardig materiaal.

## Kenmerken
Het is een (ongeveer 18-20 mm lang) grote, bruingekleurde roofvlieg. Vleugels plat gevouwen op zwartbruin lichaam. De tophelft vleugels zijn verdonkerd. De middenknobbel is hoekig en groot en loopt tot vlak onder de antenne-inplanting. Zwarte dijbenen, scherp contrasterend met rode schenen, oranje of gele tibiae en tarsi met een zwarte top.
De mannetjes hebben een melkwitte vleugelbasis en het genitaal is meestal iets omlaag gericht. De legboor van het vrouwtje relatief kort met uitstekende cerci.

## Voorkomen
Hij komt voor in Eurazië. In Nederland is hij vrij algemeen en in België zeldzaam.